# Gamala
Gamala (en hebreo gamlā, גמלא, en griego Gamala, Γάμαλα, en árabe El-Ahdab, الأدحب) fue una antigua ciudad judía en los Altos del Golán. Habitada desde la Edad de Bronce Temprana, probablemente fue fundada como una fortaleza seléucida durante las Guerras Sirias. Como los romanos la asediaron durante la gran revuelta judía del siglo I, Gamala es un símbolo de heroísmo para el moderno Estado de Israel, además de un importante sitio histórico y arqueológico. El yacimiento se encuentra dentro de la Reserva Natural de Gamala.

## Historia
La ciudad de Gamala toma su nombre del hebreo gamal, "camello", por estar situada en una colina, en la zona sur del Golán, que evoca la forma de joroba de camello. Probablemente fundada como una fortaleza seléucida en el siglo III a. C., los judíos la habitaron desde el último cuarto del siglo II a. C., siendo anexionada por el rey asmoneo Alejandro Janneo en c. 81 a. C..
Flavio Josefo, comandante en jefe de Galilea durante la gran revuelta judía, fortificó Gamala en el año 66 haciéndola su principal bastión en el Golán. Josefo da una descripción topográfica muy detallada de la ciudad y de los escarpados barrancos que excluían la necesidad de construir una muralla a su alrededor. Solo a lo largo de la loma norte, en el extremo oriental de la ciudad, tuvo que construirse una muralla de 350 metros de longitud, reforzando los huecos y brechas existentes entre las casas y destruyendo otras en caso entre las casas y destruyendo casas que ponen en su camino.
Inicialmente leal a los romanos, Gamala se volvió rebelde bajo la influencia de los refugiados de otros lugares. Fue una de las cinco ciudades de la Galilea y del Golán que estuvieron en contra de las legiones de Vespasiano, lo que refleja la cooperación entre la población local y los rebeldes. En tiempos de la revuelta, la ciudad acuñaba monedas, probablemente más como medio de propaganda que como dinero corriente. Llevaban la inscripción "Para la redención de Jerusalén la S[agrada]" en una mezcla de paleo-hebreo (bíblico) y arameo, de las que solo se han encontrado 6 de ellas.
Josefo también proporciona una descripción detallada del asedio romano y la conquista de Gamala en el año 67 por componentes de las legiones X Fretensis, XV Apollinaris y V Macedonica. Los romanos primero intentaron tomar la ciudad mediante una rampa de asedio, pero fueron rechazados por los defensores. Solo en el segundo intento los romanos tuvieron éxito, haciendo brechas en tres lugares diferentes e invadiendo la ciudad. Se enfrentaron a los defensores judíos en combate cuerpo a cuerpo por la empinada colina. La lucha por las estrechas calles continuaron, donde los soldados romanos debían defenderse de los defensores que les atacaban desde posiciones superiores. Luchando por los tejados, se derrumbaron, matando a muchos soldados, los romanos tuvieron que retirarse. Los legionarios volvieron a entrar en la ciudad unos días más tarde, venciendo finalmente la resistencia judía y completando la captura de Gamala.
Según Josefo, cayeron muertos unos 4000 habitantes, mientras que 5000, tratando de escapar por la empinada ladera norte, o bien fueron alcanzados de muerte, o bien cayeron o se arrojaron por el barranco. Todo esto parece exagerado pues el número estimado de habitantes antes de la revuelta estaba entre 3000 y 4000. La idea de que estas personas se suicidaran en masa también ha sido cuestionada, puesto que el relato parece forzado como analogía con la historia del final del asedio de Masada, también relatado por Josefo.

## Sinagoga

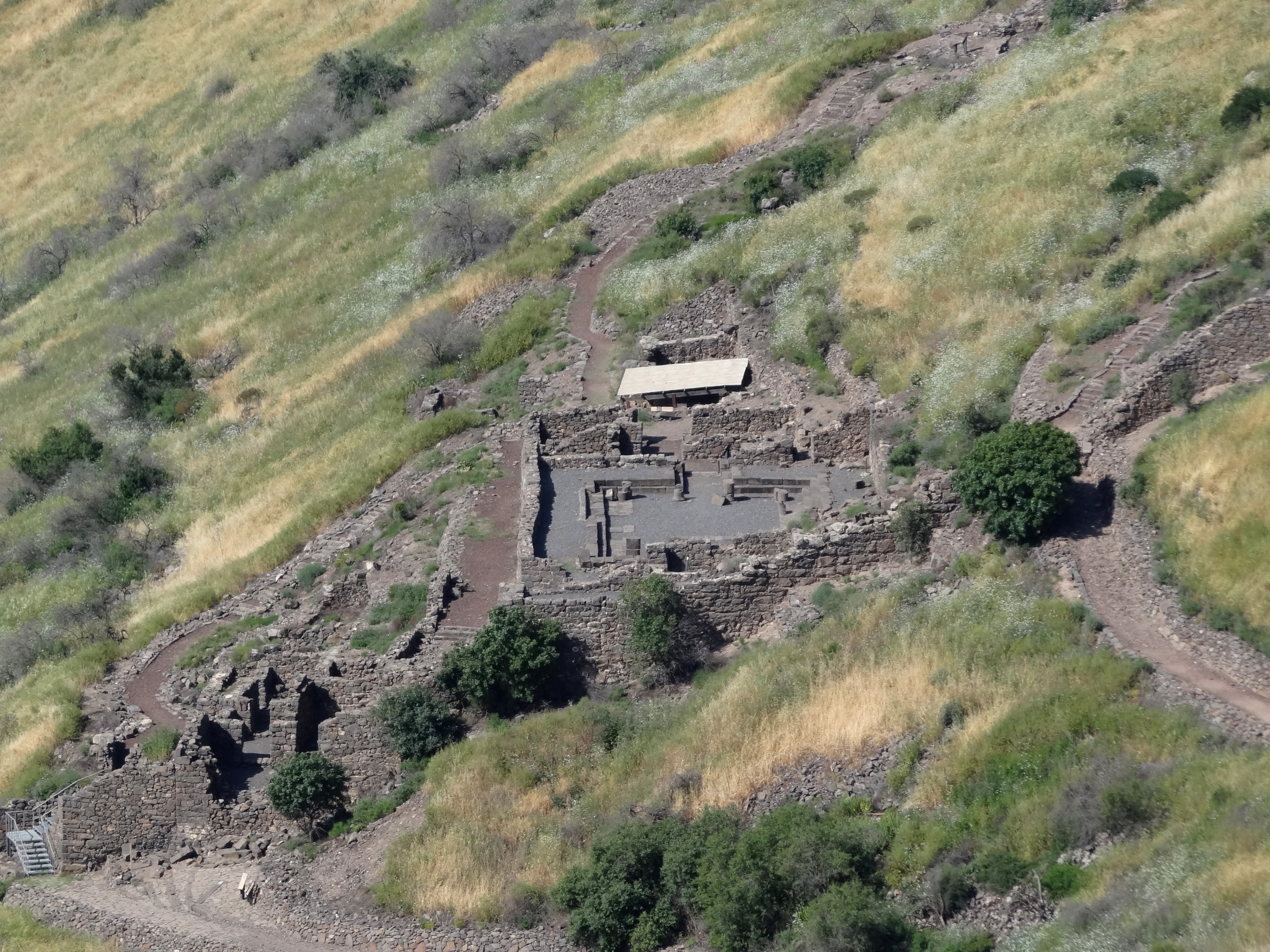
Sinagoga de Gamala.

Los restos de una de las más antiguas sinagogas se encuentra dentro de las murallas de la ciudad. Fue construida de piedra labrada con naves de pilares. Medía 22 por 17 metros, su sala principal estaba rodeada por una columnata dórica, sus columnas esquinadas tenían perfil de corazón y se entraba por puertas dobles al suroeste. Se ha descubierto un baño ritual o mikve. Poco antes de la destrucción de Gamala, la sinagoga parece haberse convertido en una vivienda para refugiados, como atestiguan varias chimeneas y grandes cantidades de ollas de cocina y jarras de almacenamiento que se han encontrado en la pared norte. Situada junto a la muralla de la ciudad, se han encontrado 157 piedras de balista en el salón de la sinagoga y 120 puntas de flecha en su vecindad. La sinagoga probablemente data de finales del siglo I a. C., siendo una de las sinagogas más antiguas del mundo.
La cronología de la sinagoga fue impugnada por Ma'oz en 2012. Su interpretación es que fue construido alrededor del año 50 y fue añadido un mikve en el 67. Para Ma'oz, el mikve más temprano era una cisterna de agua.

## Galería

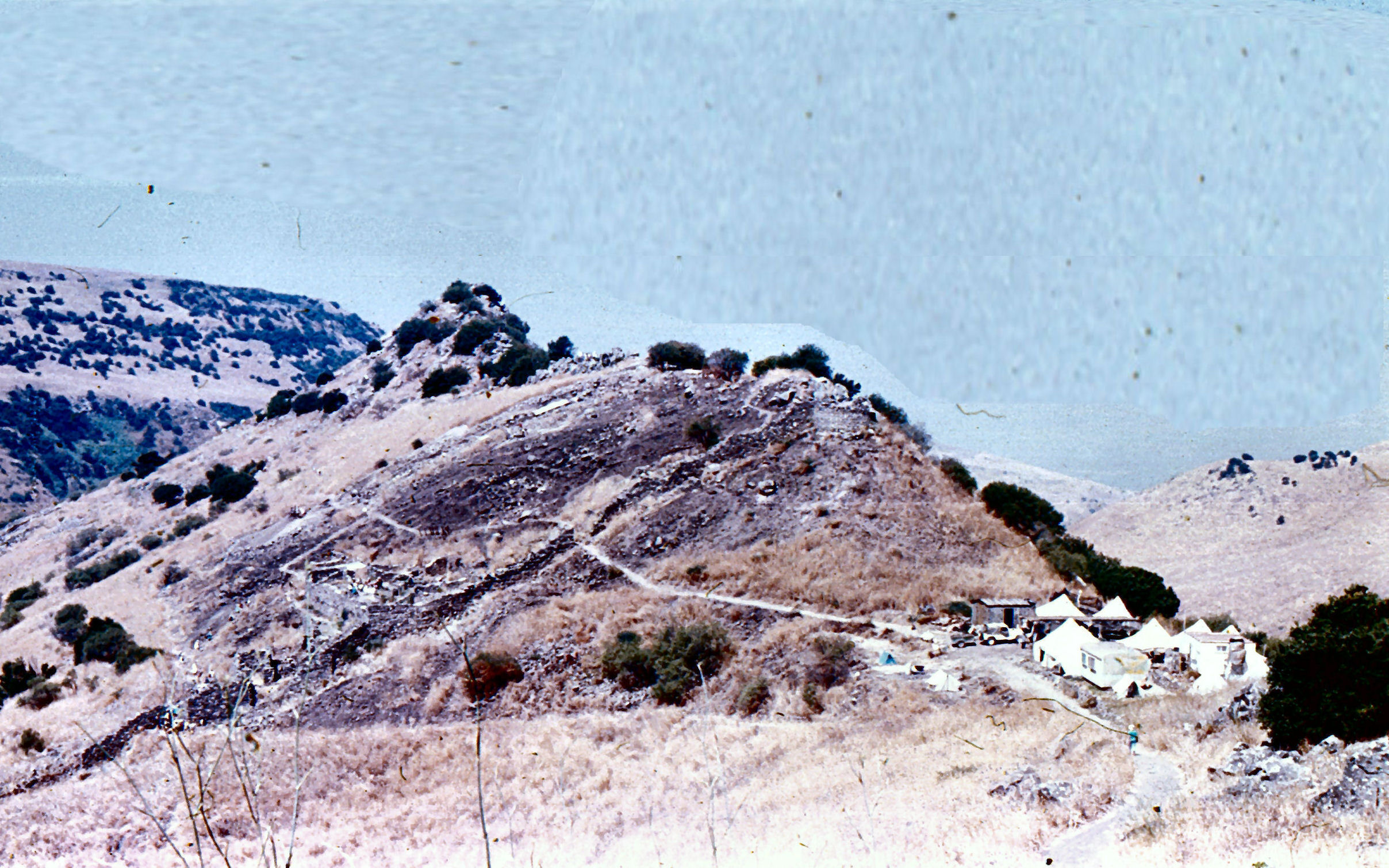
Expedición arqueológica de 1975
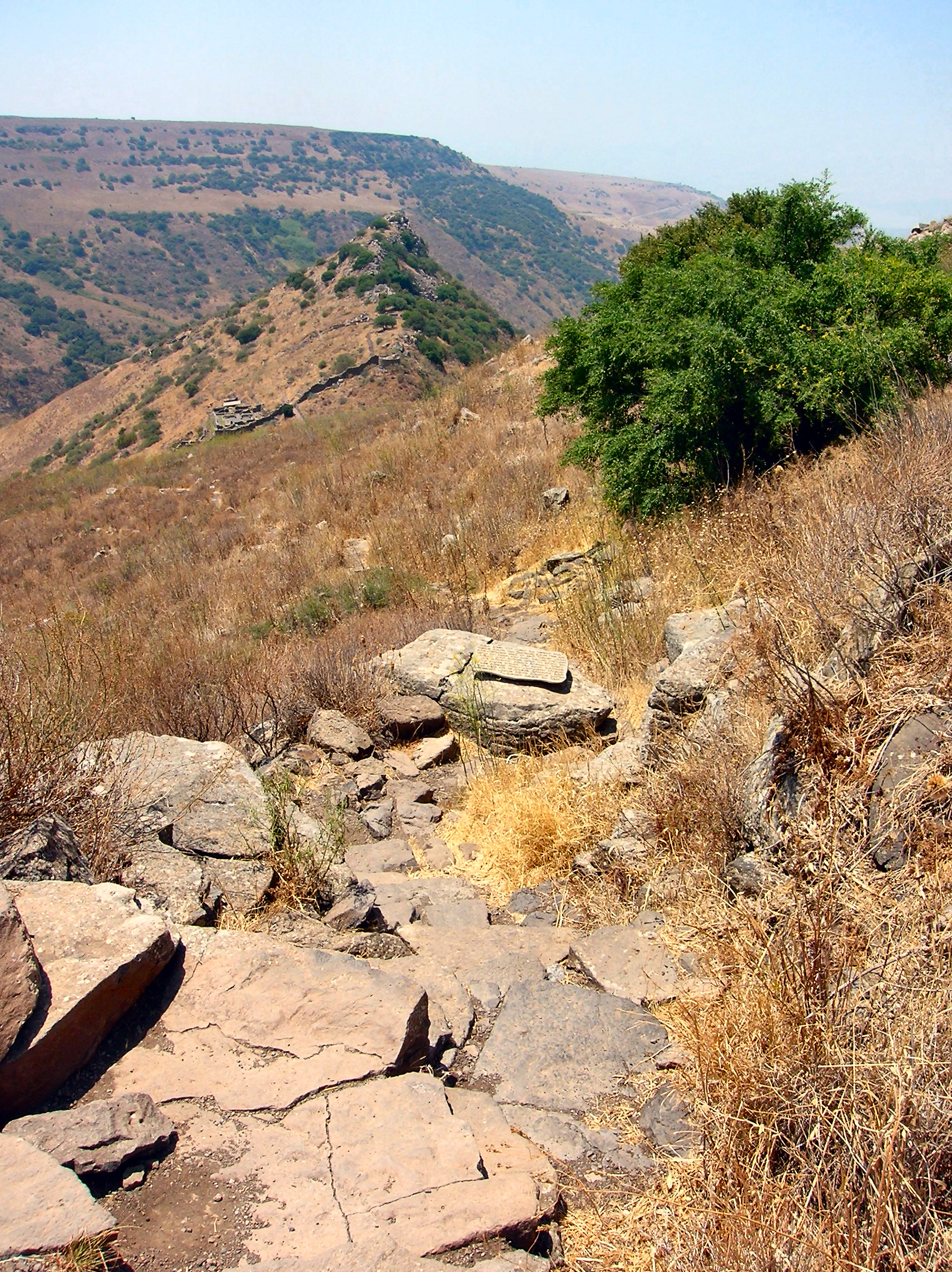
Ruinas de Gamala
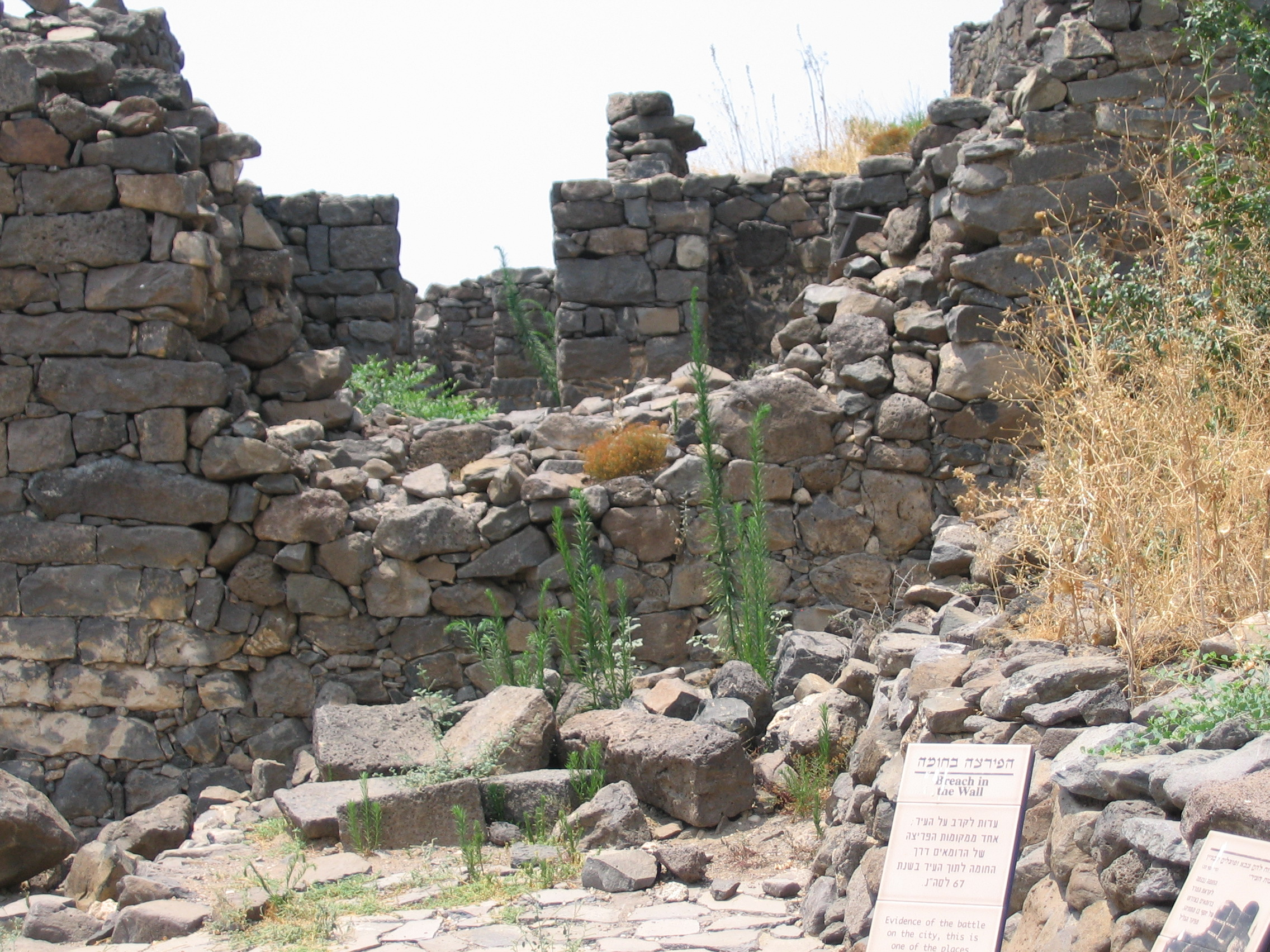
Brecha en la muralla de Gamala
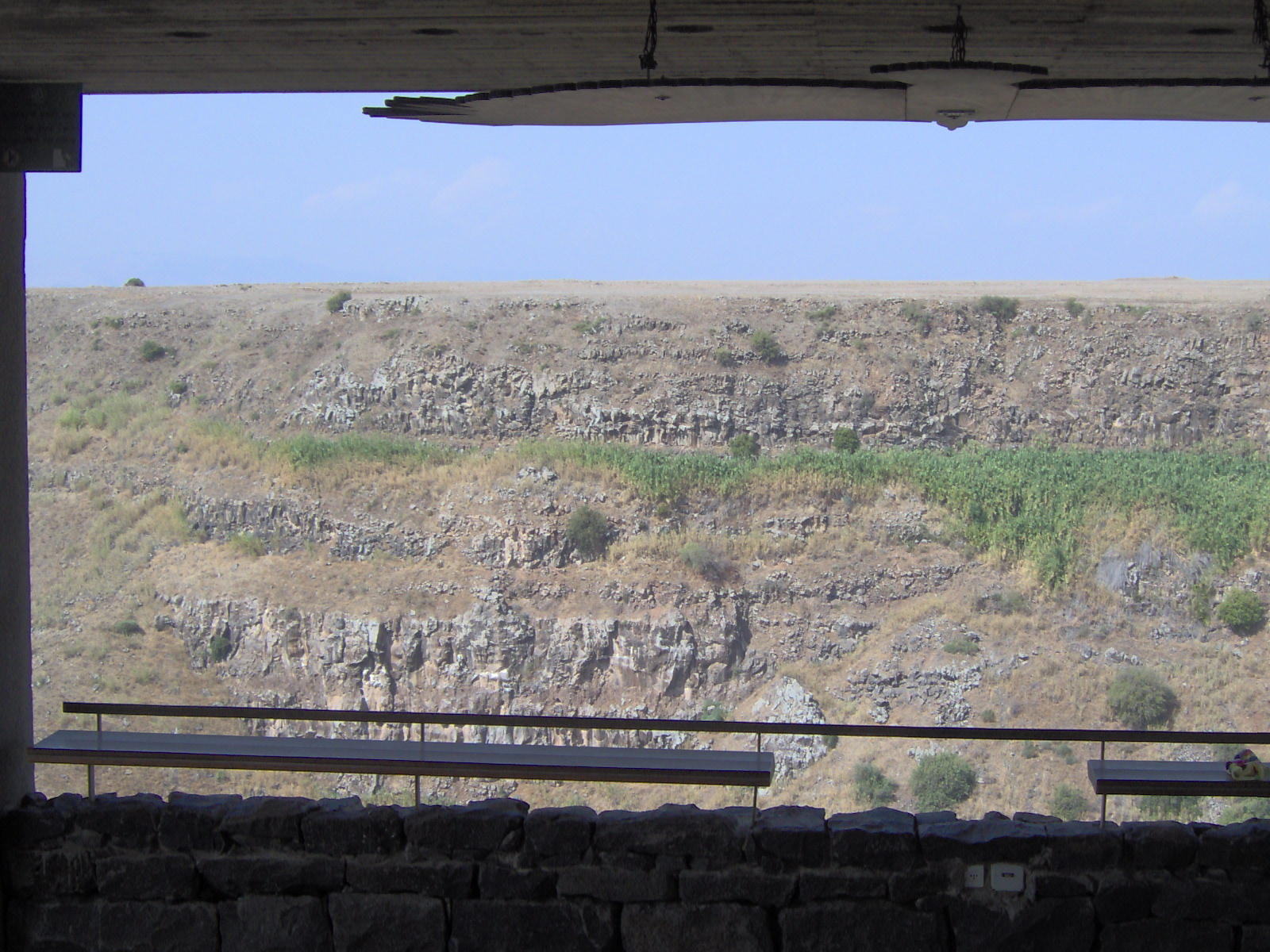
Mirador hacia Gamala